# Сипакате-Наранхо (национальный парк)
Национальный парк Сипакате-Наранхо (исп. Parque Nacional Sipacate-Naranjo) — национальный парк Гватемалы, расположен между городами Сипакате и Наранхо. Парк основан в 1969 году. Площадь парка — 20 км². В парк входят мангровые леса, лагуны и песочные пляжи.
В парке произрастают следующие виды мангров: Laguncularia racemosa, Avicennia nitida, Avicennia germinans, а также некоторые виды рода Ризофора (Rhizophora). Также на острове произрастают деревья Sabal mexicana и Пахира водная (Pachira aquatica).
На территории национального парка обитают некоторые редкие виды черепах, в том числе оливковая черепаха, зелёная черепаха, кожистая черепаха и бисса. Другие пресмыкающиеся острова — игуаны и пресноводные черепахи.
Более девяноста видов птиц известны на острове, среди них выделяются довольно крупные популяции цапель, пеликанов, ибисов, чаек и ржанковых. Редкими для Гватемалы птицами, обитающие в национальном парке, являются, в частности, каролинская поганка, американский бурый пеликан, большая белая цапля, белая американская цапля, трёхцветная цапля, американская зелёная кваква, желтоголовая кваква, черноклюв, розовая колпица, американский клювач, ходулочник и карликовая крачка.